# Antiquarium de la nécropole du Palazzone

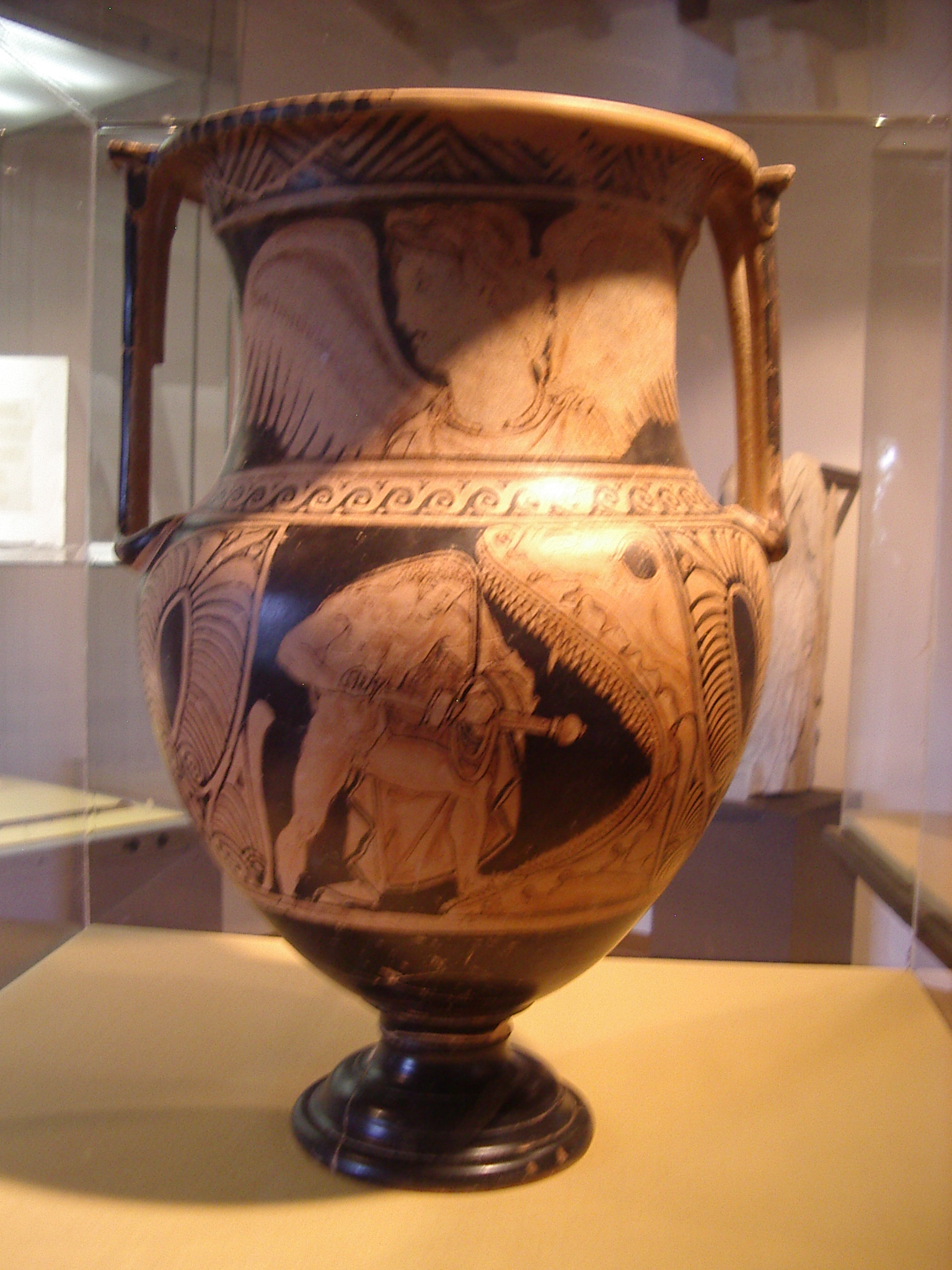
Vase de Thislovely du maître d'Hésione, Hercules pose le pied sur la mâchoire inférieure du monstre et se prépare à dégainer son épée

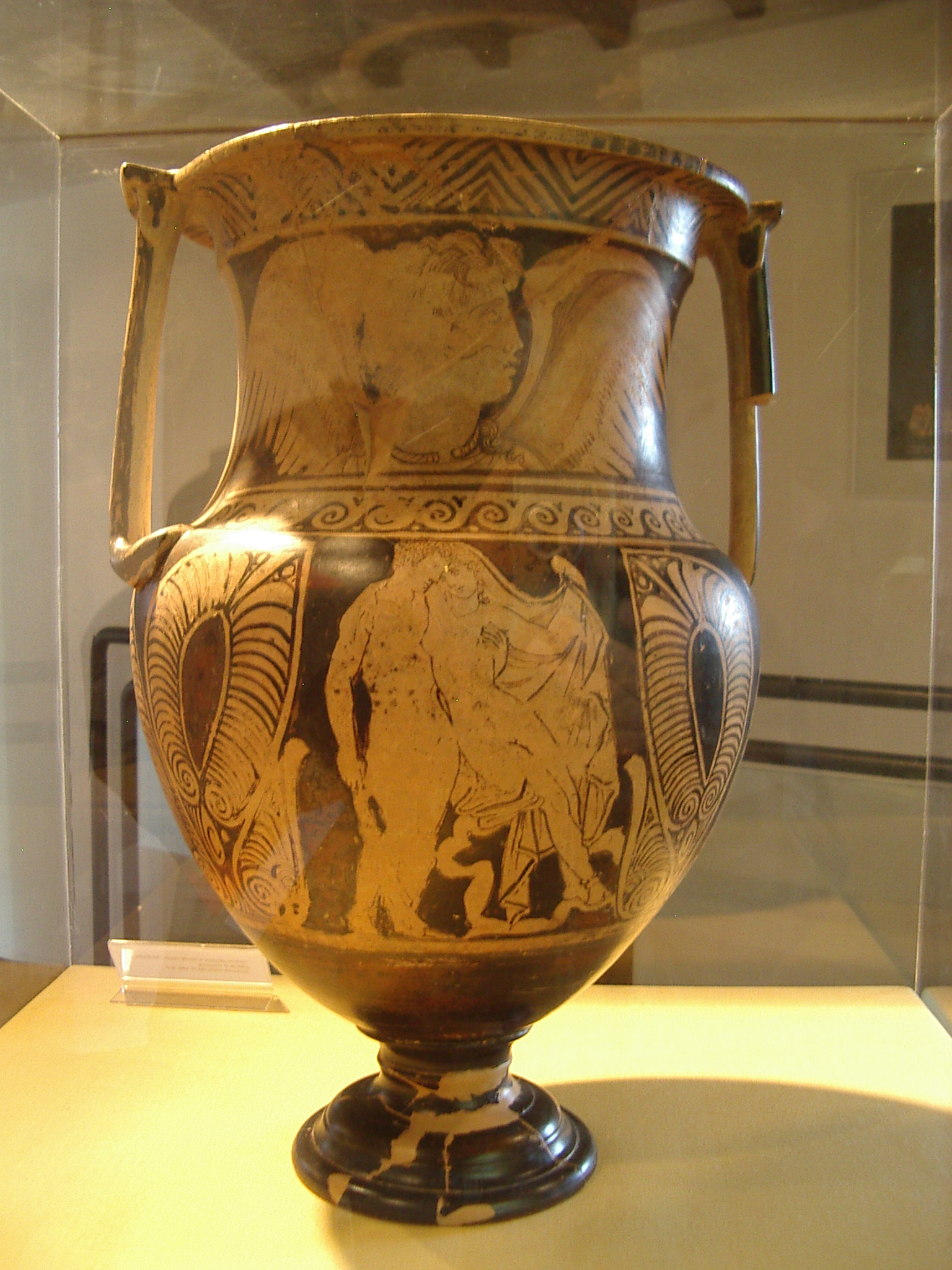
Vase de Thislovely du maître d'Hésione, Hercules enlace Hésione qui montre sa reconnaissance pour son sauvetage

Pour les articles homonymes, voir Antiquarium (homonymie).
L'Antiquarium de la nécropole du Palazzone est un petit musée qui se situe à l'extrémité est de la nécropole homonyme à proximité de l'Hypogée des Volumni à Pérouse (Italie). Le musée se concentre sur le peuple des Étrusques entre 600 et 100 av. J.-C. en Italie.

## Pièces remarquables

### Les urnes cinéraires
Le petit musée conserve de nombreuses urnes funéraires étrusques comportant des scènes de festins : 
- Urne des Anani (IIe ou Ier siècle av. J.-C.) : Cette urne se distingue en particulier par une tête d'un homme jouant de la flûte sur un des flancs extrêmes du caisson.

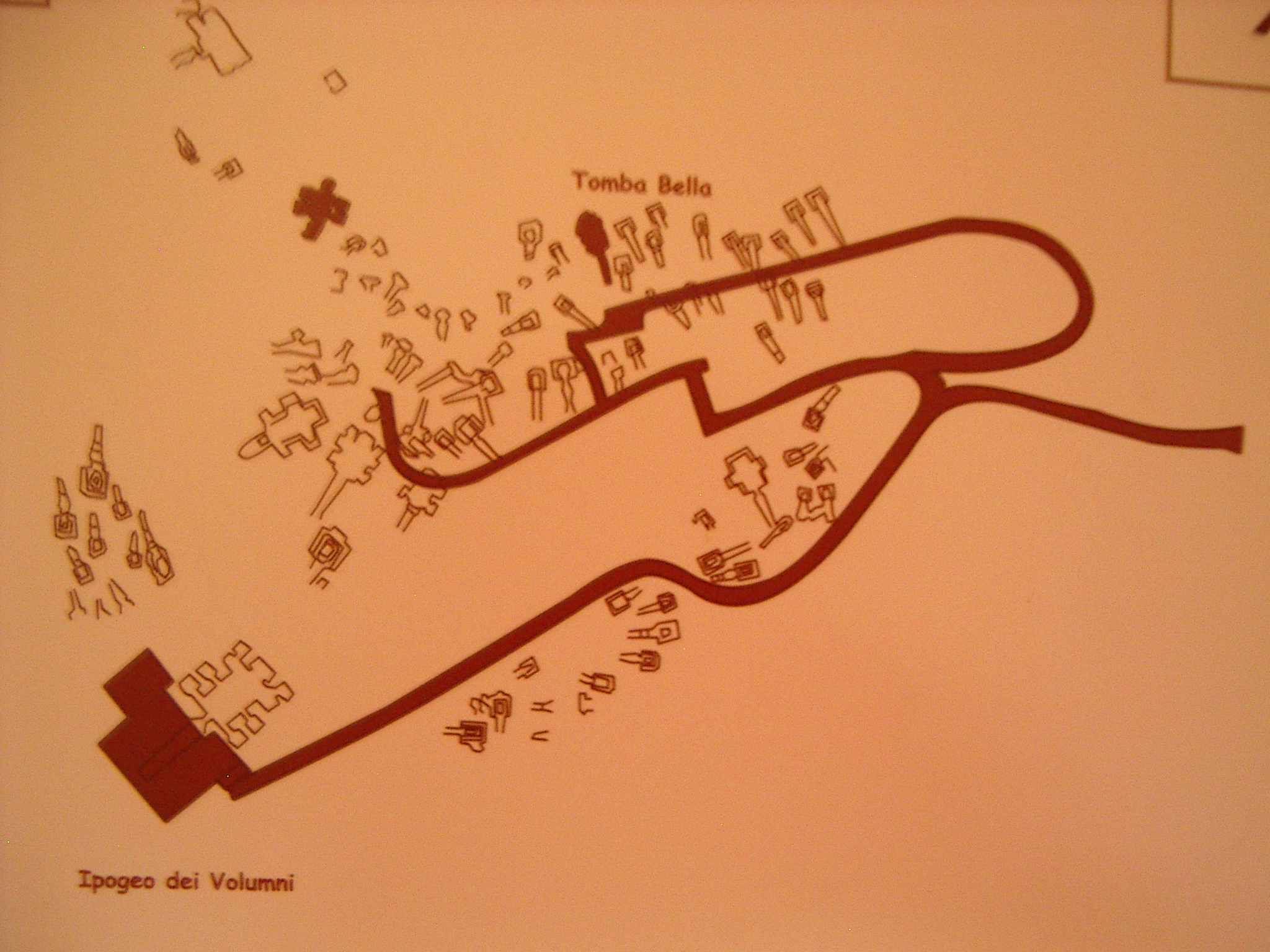
Urne du Palazzone : Une autre urne de la même période provenant de la nécropole de Palazzone montre, également sur des extrémités du caisson, un lion attaquant un homme, peut-être lors d'une chasse.
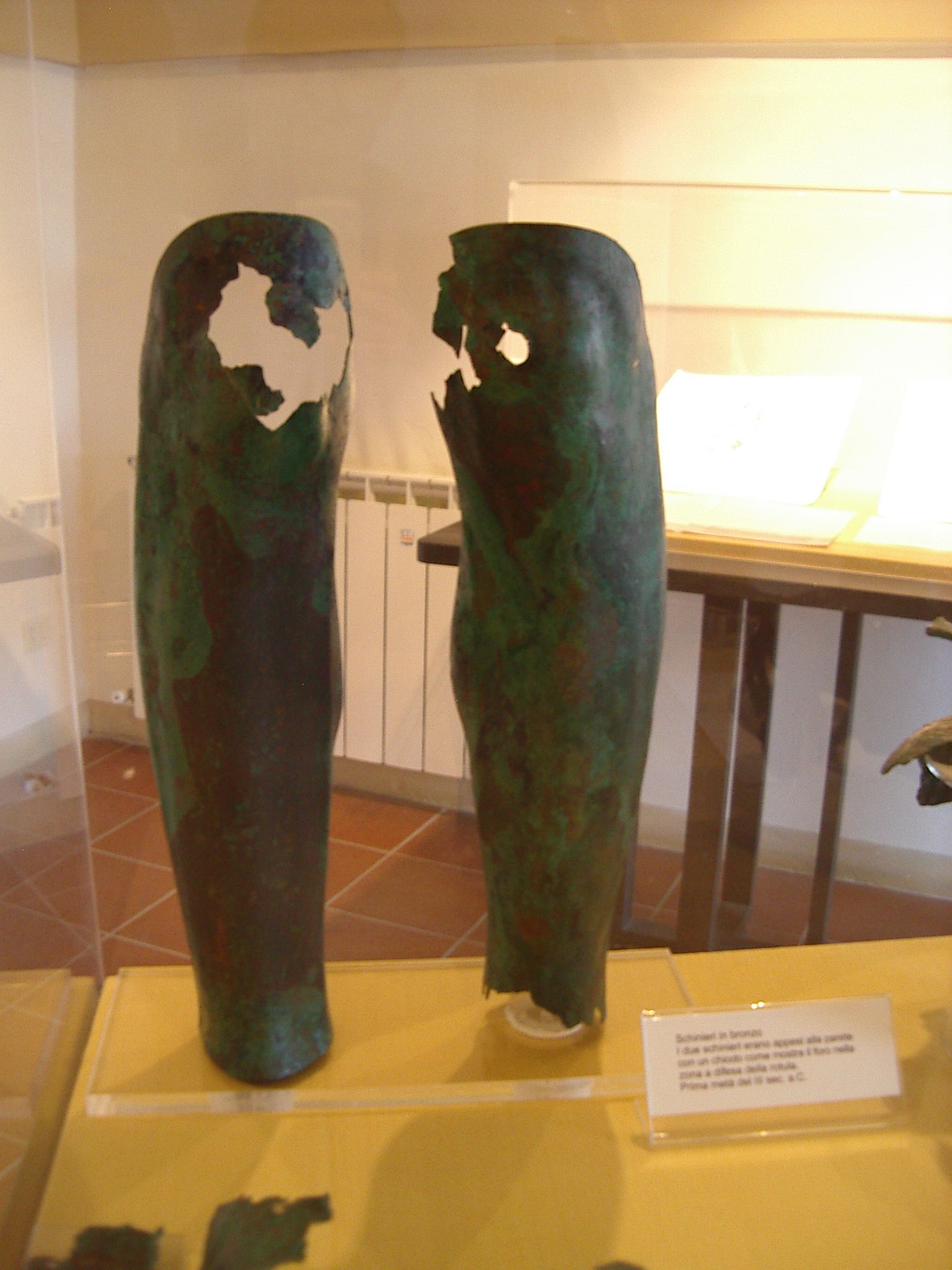
Cnémides ou jambières de type anatomique en bronze laminé
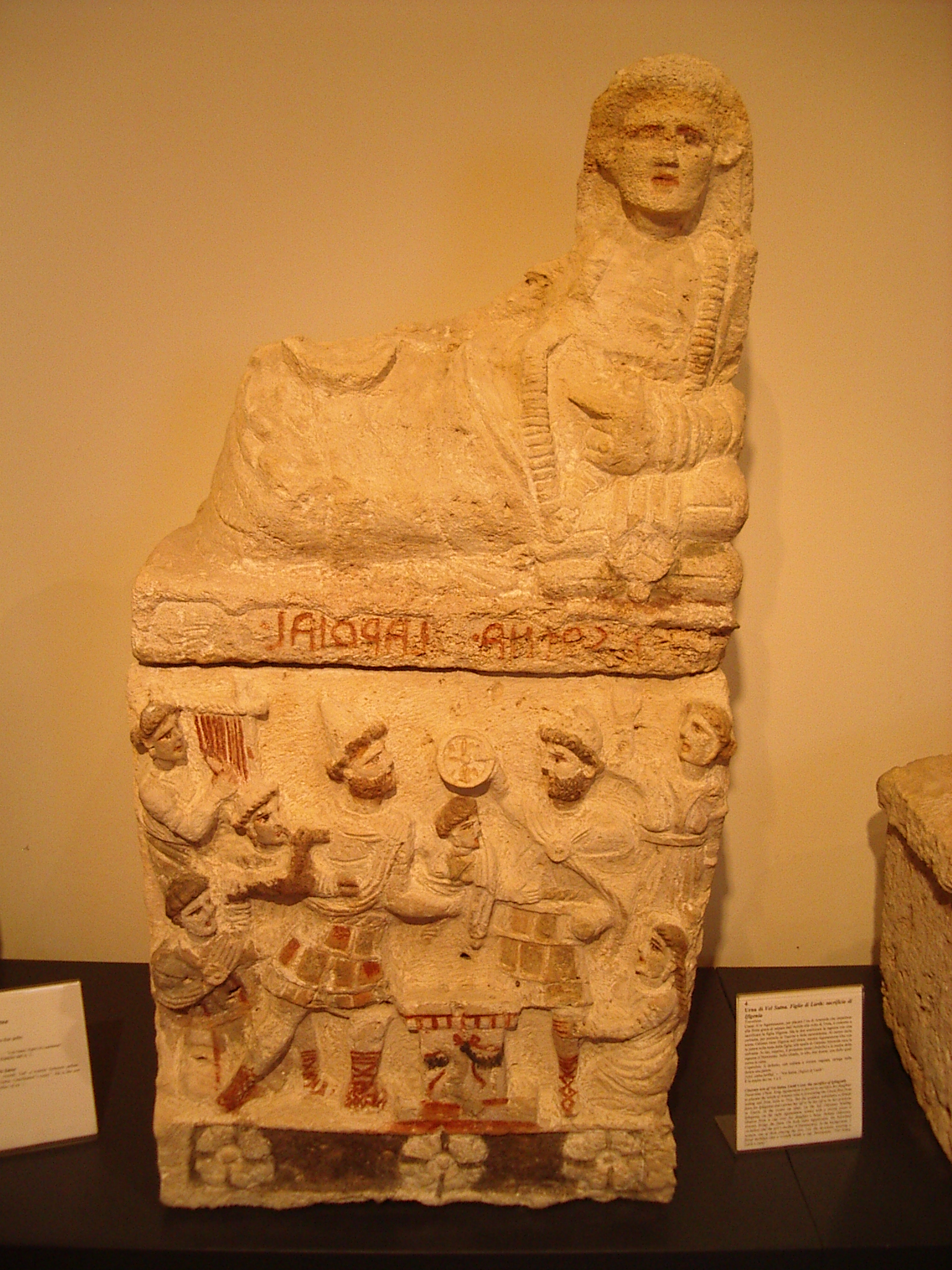
Urne de Veil Cai Carcu : Cette urne appartenait au fondateur de l'hypogée des Cai Carcu, qui a été découverte en 1963 à Ponticello di Campo. L'inscription étrusque identifie la victime comme étant Vel Cai Carcu, le fils d'une femme appelée Herini. Le préfixe « Cai » suggère que la famille est issue d'un esclave affranchi. La scène représente le héros Télèphe, roi de Mysie, menaçant de sacrifier Oreste, le jeune fils d'Agamemnon et Clytemnestre.
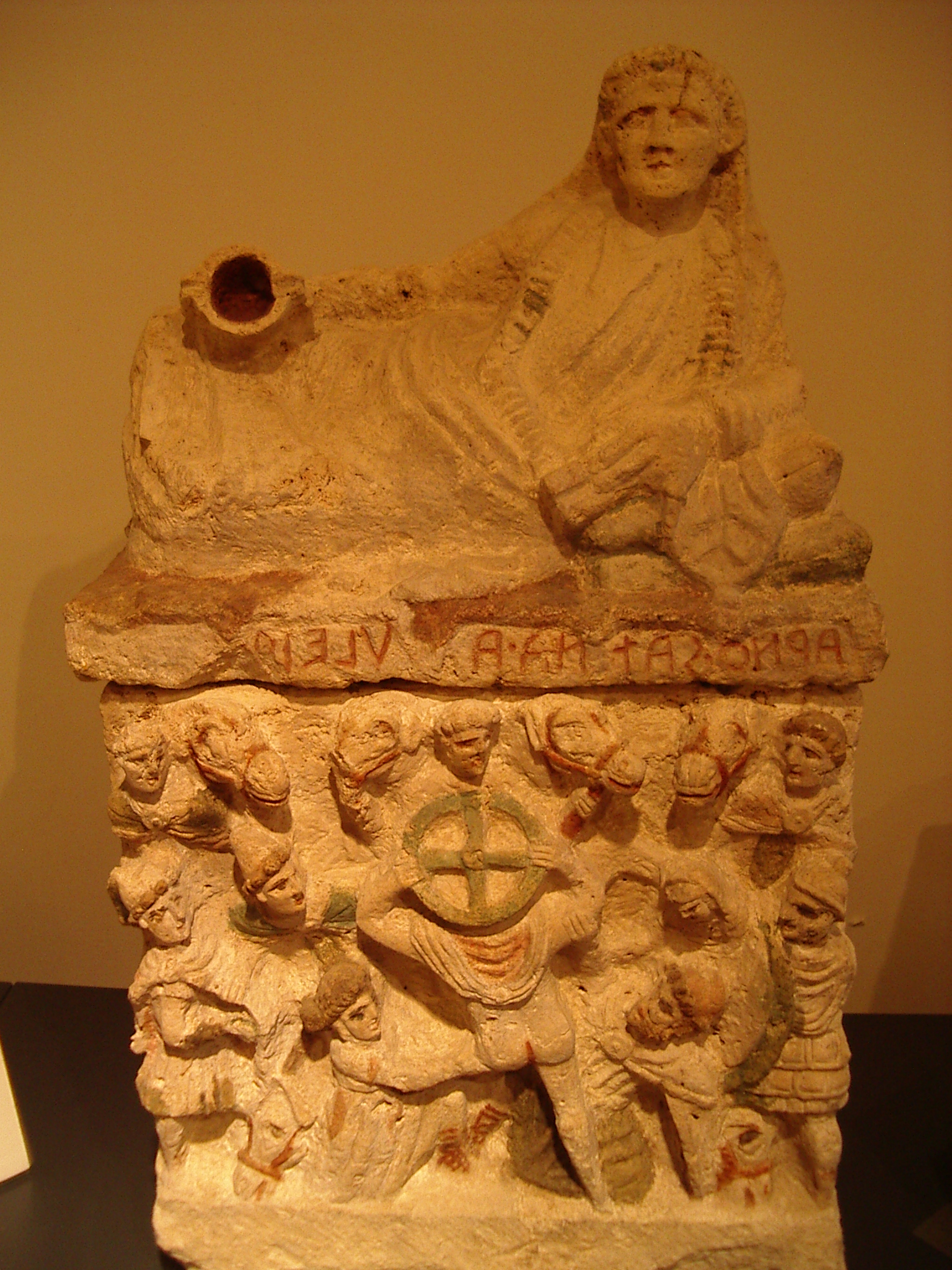
Urne cinéraire étrusque
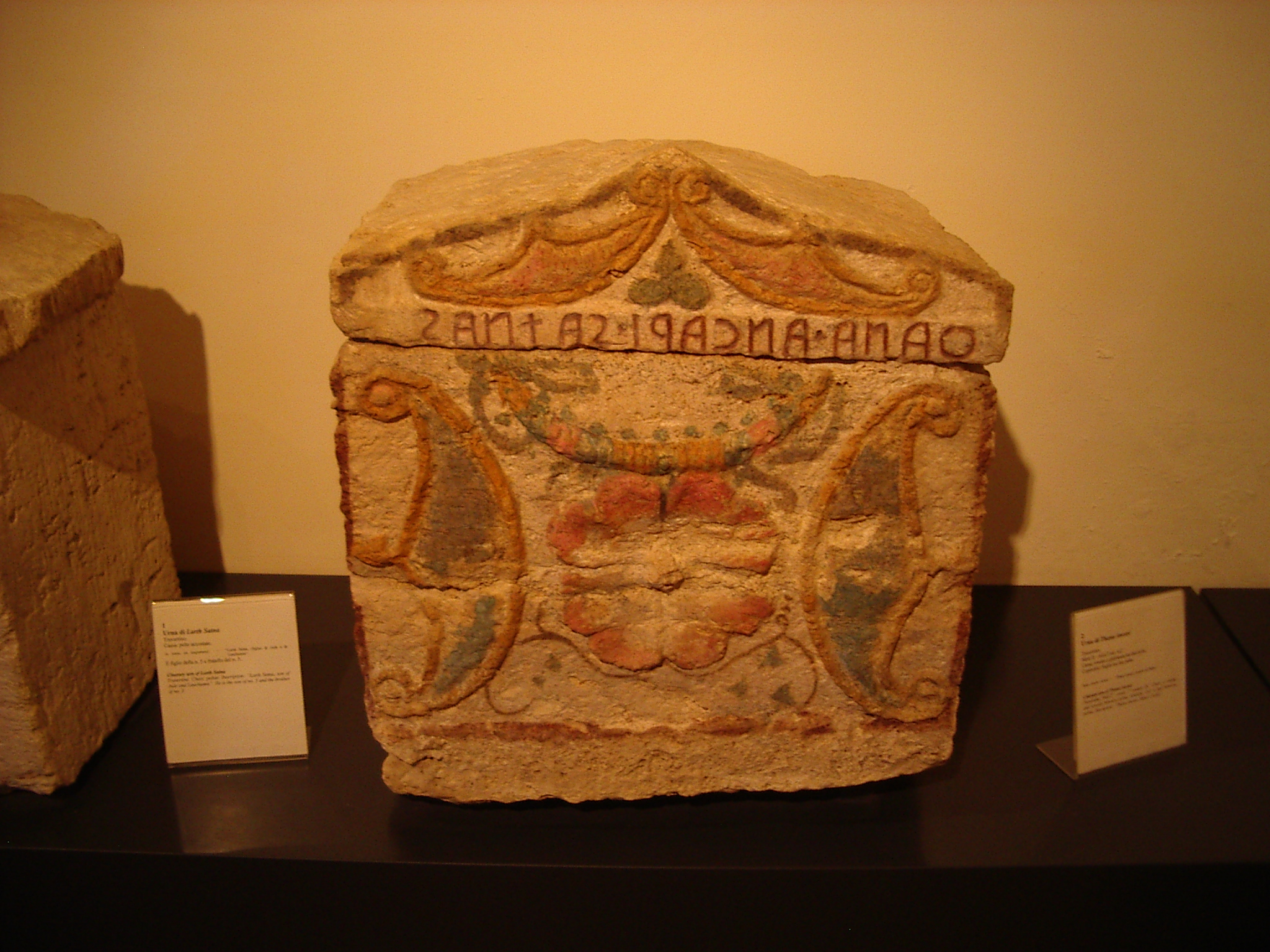
Urne cinéraire étrusque
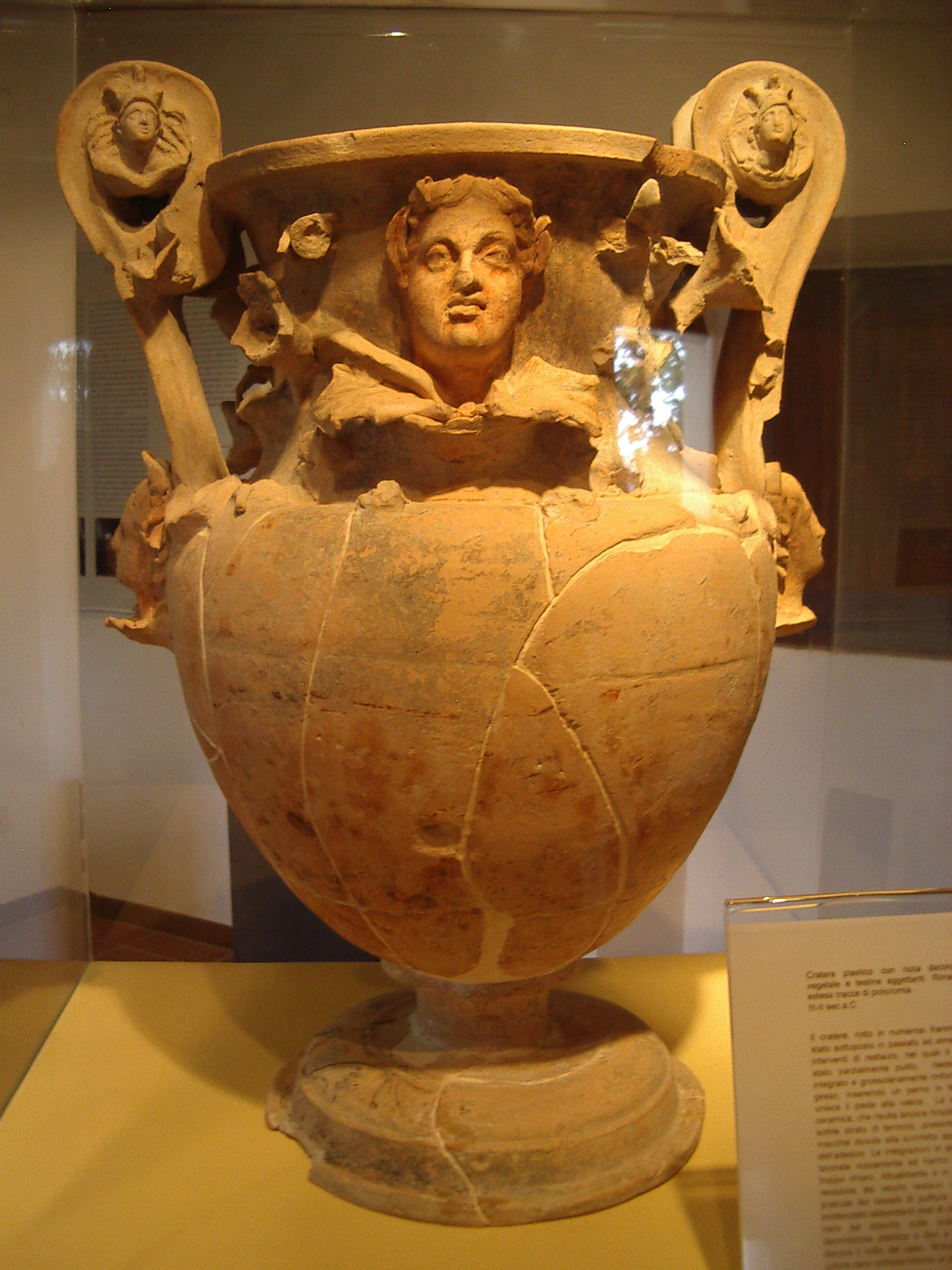
Cratère étrusque
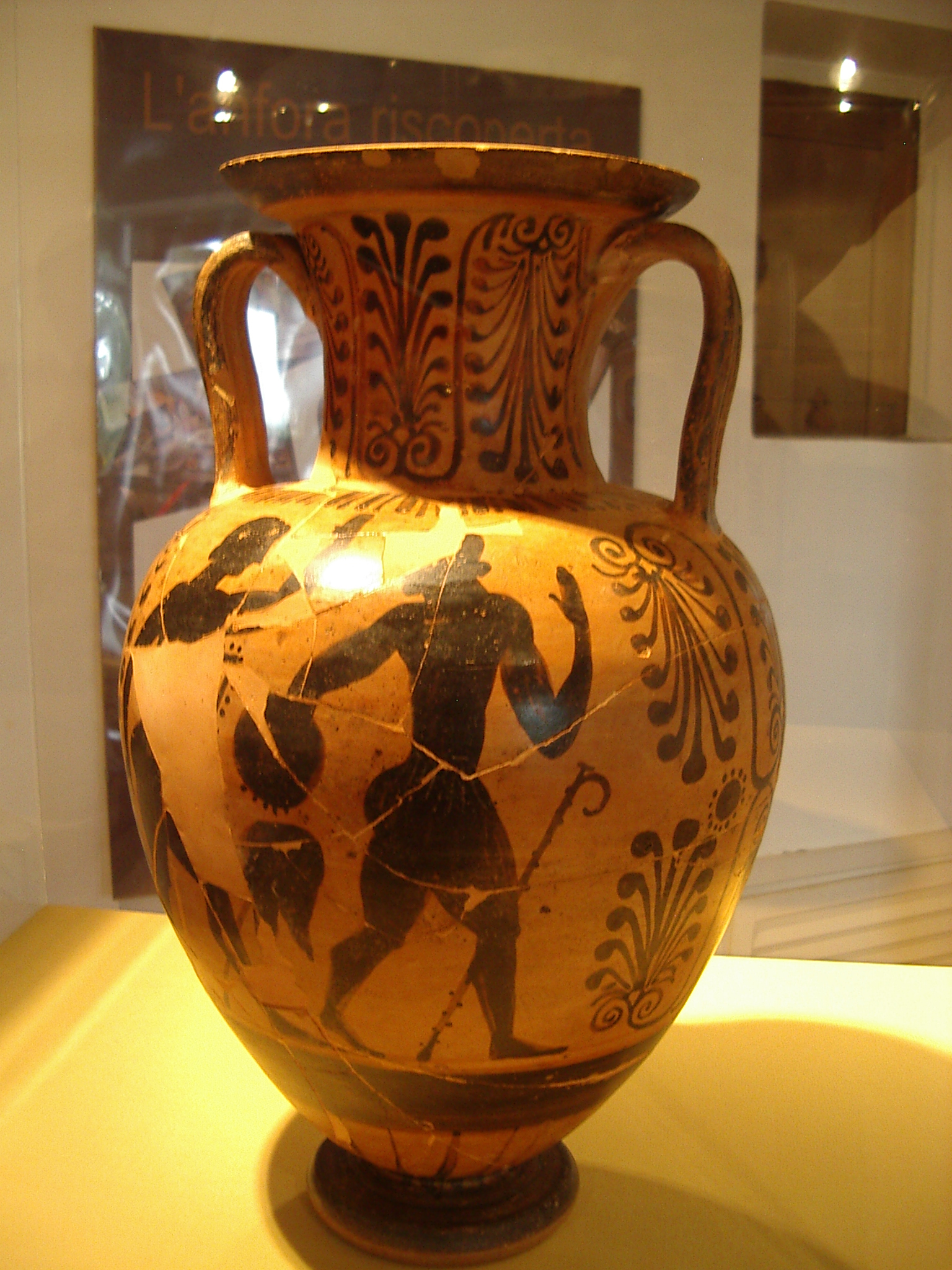
Amphore étrusque

### Vases à figures rouges
- Le Vase de Thislovely a été découvert au XIXe siècle de provenance incertaine, bien qu'une note indique « Ipogeo degli Acsi » dont la date est plus tardive. Le vase, qui a été probablement fait à Volterra, décrit deux scènes du mythe où Hercules sauve d'un monstre marin, Hésione la fille du roi Laomédon de Troie. Ces scènes sont les œuvres autographes du soi-disant Maître d'Hesione.
  - Hercules pose le pied sur la mâchoire inférieure du monstre et se prépare à dégainer son épée ;
  - Hercules enlace Hésione, qui lui montre sa reconnaissance pour son sauvetage.